# Sturmbann
Sturmbann was een organisatie onderdeel van een gevechtsformatie in de (SA, SS, NSKK en de NSFK) van de NSDAP. Een hiërarchische hogere formatie was een Standarte (equivalent van een regiment).

## Etymologie
Sturmbann is een samenstelling van het zelfstandig naamwoord Sturm (Storm), en het stamwoord Bann van het zelfstandig naamwoord Banner.

## Samenstelling
De naam, die oorspronkelijk afkomstig was van de SA, werd sinds 1930 gebruikt in de andere nazi-organisaties. Waaronder de gewapende SS-eenheden (SS-Verfügungstruppe en SS-Totenkopfverbände). Toen in 1942 de Waffen-SS uit hen voortkwam, werd de 'militaire tegenhanger' de overheersende standaardterm.
Een Sturmbann werd meestal geleid door een SS-Sturmbannführer (majoor). Hij werd ondersteund door een adjudant.
Een Sturmbann werd beschouwd als de tactische basiseenheid van de Allgemeine-SS, en het was de bedoeling dat een Sturmbann in tijden van strijd of opstand als een onafhankelijke entiteit zou kunnen opereren.
Elke actieve Sturmbann in een Standarte (drie actieve Sturmbanne per Standarte) was op zijn beurt samengesteld uit vier Stürme of compagnieën, een Sanitätsstaffel (medische ploeg) en een Spielmannzug (muziekkorps). Elke actieve Sturmbann was genummerd met een Romeinse cijfer, bijvoorbeeld I, II, III. De Reserve-Sturmbann (IV) werd aangeduid met de afkorting "Res." ervoor. Elke Sturmbann had een kleur toegewezen gekregen, voorbeeld:
- Sturmbann I - Groen
- Sturmbann II - Donker blauw
- Sturmbann II - Rood
- Sturmbann IV (Reserve) - Licht blauw

Aanvankelijk werd de term "Sturmbann" ook gebruikt in de Leibstandarte en de SS-Verfügungstruppe, maar deze werd in SS-eenheden snel vervangen door de termen die werden gebruikt in de Wehrmacht, wat op zijn beurt leidde tot de afkeuring van Himmler.